# شقار كبدي
الكبدية الشقّار الكَبدي أو كَبَر شائك (الاسم العلمي: Hepatica nobilis) نوع نباتي ينتمي إلى جنس الشقّار من الفصيلة الحوذانية.
كان هذا النوع يصنف ضمن جنس الكبدية (باللاتينية: Hepatica).

## البيئة والانتشار
موطنه مناطق الغابات في نصف الكرة الشمالي في أمريكا الشمالية وأوروبا.

## الوصف النباتي
نبات عشبي معمر ينتشر بالجذامير. الزهرة بيضاء ذات أعضاء جنسية صفراء. الثمرة فقيرة. يحتوي كأغلب أنواع الشقار على مواد مهيجة.
هذه الزهرة هي رمز حزب ديمقراطيي السويد.

## معرض صور

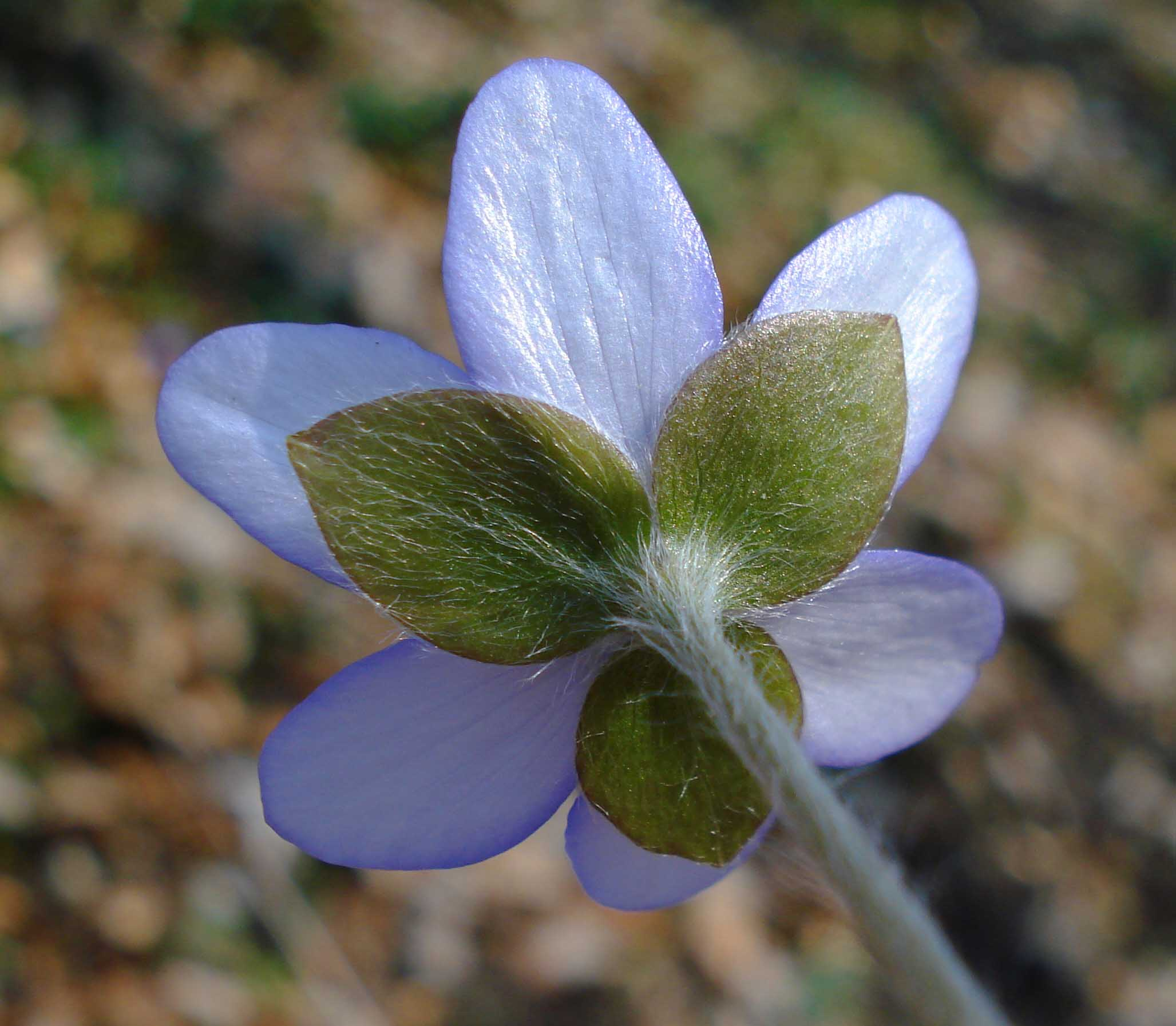
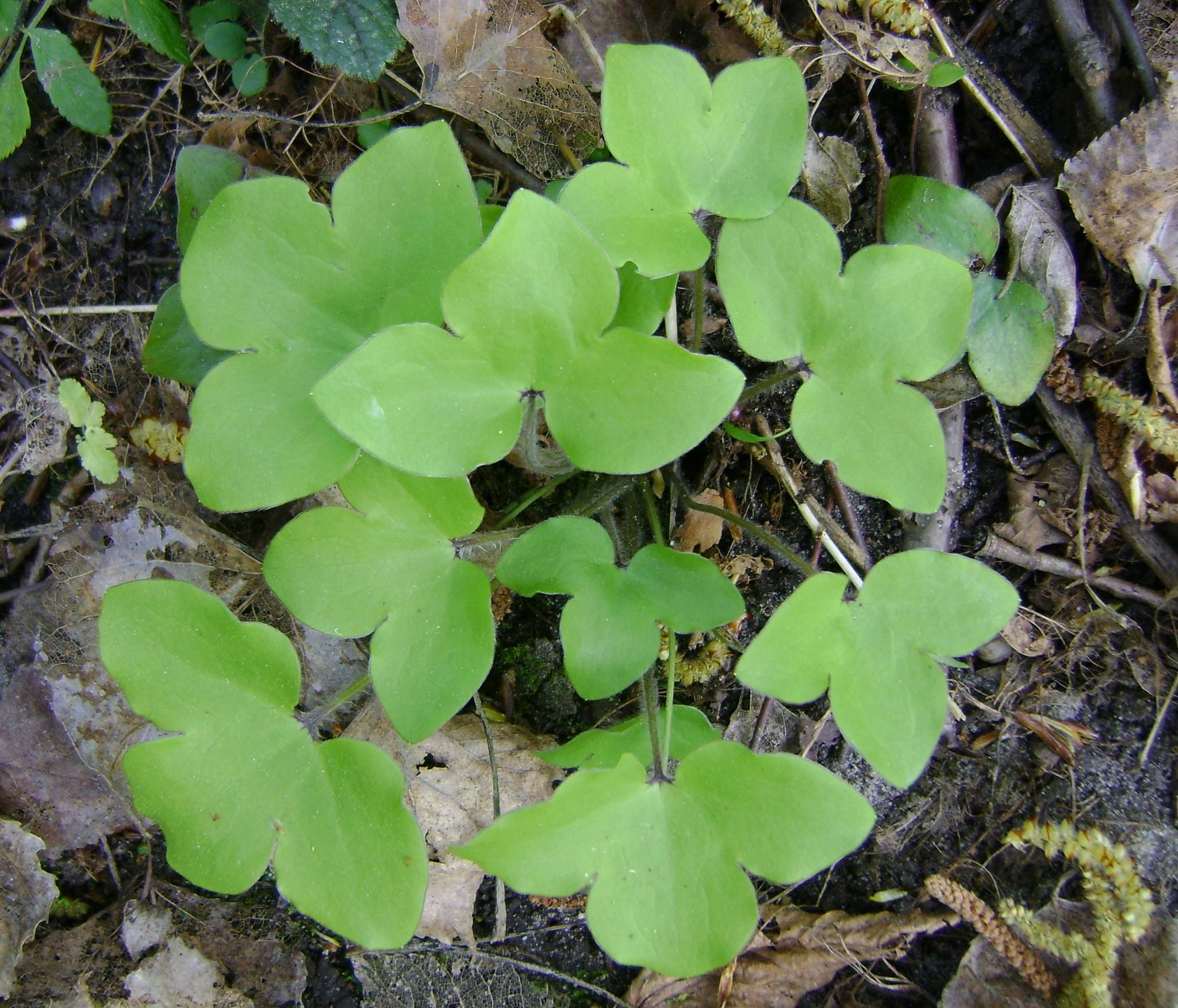
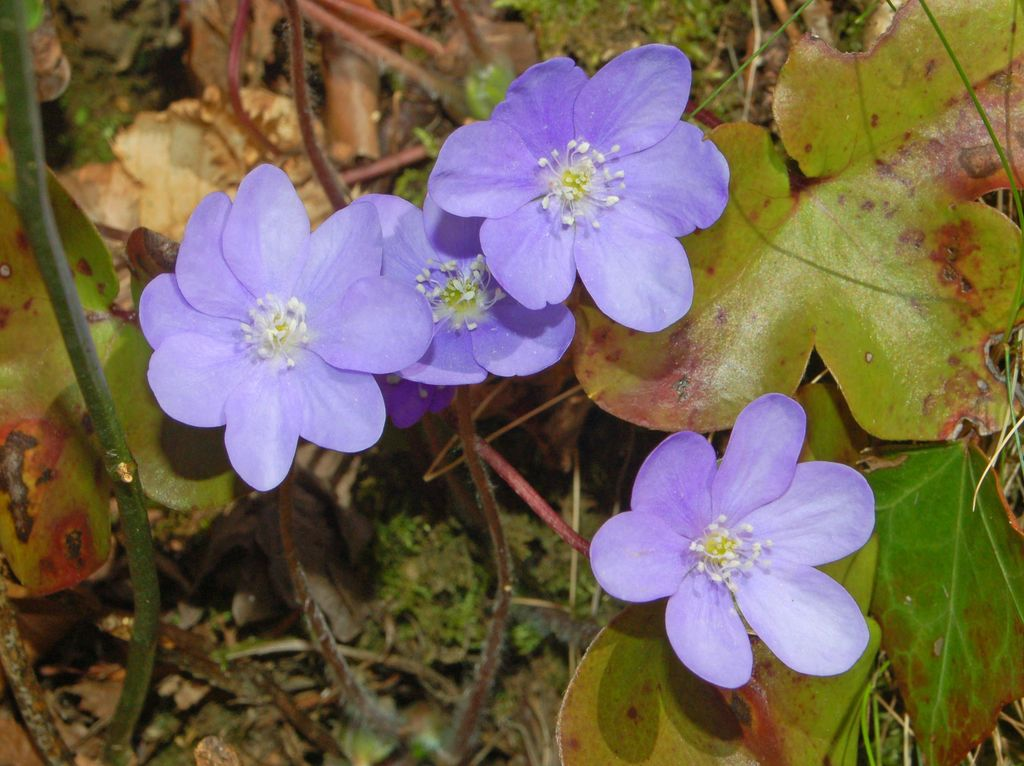
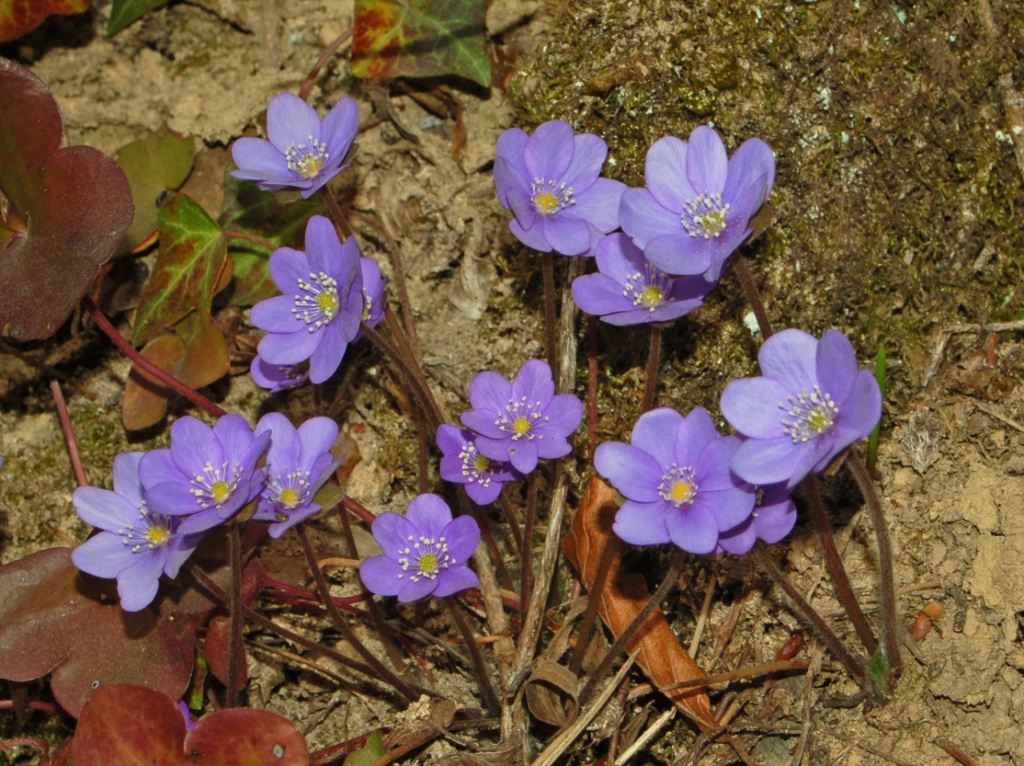
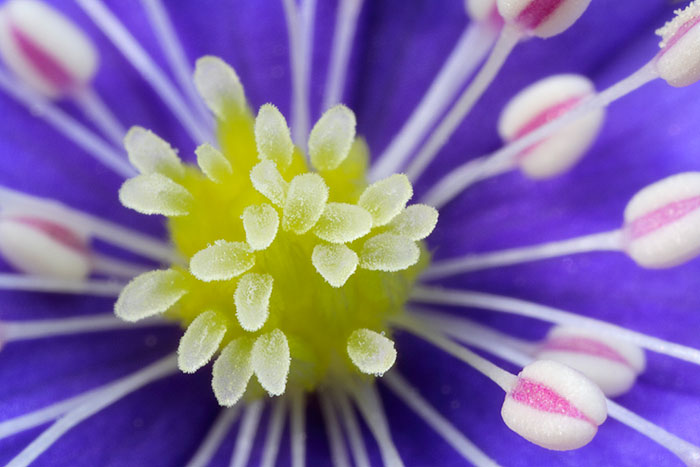